# Малый Имыш
Малый Имы́ш — село в Ужурском районе Красноярского края России. Административный центр Малоимышского сельсовета.  
Деревня Черноимышенская (Сухоимышенская, Малоимышенская) образована примерно в 1770 году. Самые ранние упоминания о деревне Черноимышенской относятся к 1776 году. В документе Тобольского архива о строительстве Бараитской Троицкой церкви содержатся сведения о 6-ти семьях мещан Новоселовского прихода, проживающих в деревне Черноимышской и включающих 7 душ мужского пола и 13 душ женского пола, всего 20 душ обоего пола. 
В исповедной росписи Новоселовской Петро-Павловской церкви 1778 года значится 8 семей, записанных по деревне Сухоимышенской. Жители деревни Черноимышенской (Сухоимышенской) вначале состояли в приходе Новоселовской Петро-Павловской и Караульно-Острожской Спасской церквей. Однако, после открытия в 1781 году Бараитской Троицкой церкви, они перешли в приход этой церкви.
Следует отметить, что в то время очень часто деревни имели по 2-3 названия. Вот и деревня Черноимышенская именовалась, как Сухоимышенская, Чернавка, Малоимышенская, ныне называется, как Малый Имыш. Жители деревни Черноимышенской занимались преимущественно крестьянским трудом.
Динамика изменения количества дворов и числа жителей деревень Черноимышенской за период с 1776 по 1893 гг. представлена в следующей таблице:    
| Год  | Количество | Количество      | Количество        | Количество        | Как поименована |
| Год  | Дворов     | Жителей         | Жителей           | Жителей           | Как поименована |
| Год  | Дворов     | Обоего пола душ | Мужского пола душ | Женского пола душ | Как поименована |
| 1776 | 6          | 20              | 7                 | 13                | Черноимышенская |
| 1778 | 8          | 49              | 26                | 23                | Сухоимышенская  |
| 1792 | 13         | 76              | 31                | 45                | Черноимышенская |
| 1799 | 25         | 185             | 82                | 103               | Черноимышенская |
| 1816 | 29         | 225             | 106               | 119               | Черноимышенская |
| 1845 | 39         | 271             | 129               | 142               | Черноимышенская |
| 1850 | 37         | 280             | 130               | 150               | Малоимышенская  |
| 1859 | 50         | 416             | 267               | 149               | Мало-Имышенская |
| 1893 | 120        | 574             | 363               | 211               | Мало-Имышенская |

География и история села Малый Имыш
Село расположено в 43 км к востоку от районного центра Ужур и в 272 км к юго-западу от краевого центра Красноярск на реке Чернавка (приток Чулыма).
Село Малый Имыш свое название получило скорее всего, от речки Имыш, левого притока Чулыма. 
Но что означает само слово "имыш", от какого языка оно происходит? Профессор Хакасского государственного университета, доктор исторических наук Виктор Бутанаев убежден, что это слово хакасское. В созданном профессором "Топонимическом словаре Хакасско-Минусинского края" есть перевод загадочного названия. "Имыш" (имис) дословно значит "подкормочная". По преданию, в старину хакасы приметили, что на берегах речки растут какие-то особенные, целебные травы. И вроде бы специально собирали в эти места скот после трудной и долгой зимы, чтобы его подкормить, подправить, подлечить, поставить на ноги. Любопытно, что другое хакасское слово - "им" переводится как "лекарство".

## Население
| 2010 |
| ---- |
| 1053 |

В селе на 2011 год проживало 1100 жителей.
Национальный состав
Большинство населения-русские. В селе проживает много татар, и имеются представители азербайджанской национальности. Многие русские и татары, преимущественно молодого возраста, покидают село.

## История Совхоза "Малоимышский"
Совхоз "Малоимышский" был образован в 1957-м году.
Некогда гремевшее на весь Красноярский край хозяйство сегодня полностью прекратило свою деятельность.

## Народный ансамбль Русской песни "Субботея"
Малый Имыш славится в районе  своим Домом культуры, своим народным ансамблем русской песни "Субботея".Он является базой передового опыта и школой творческой молодёжи.Хотя размещается ансамбль русской народной песни " Субботея" в стареньком ,деревянном здании.Снаружи здание неказисто потемневшее от времени но внутри ухожено и уютно.Первоначально в селе был приличный хор насчитывающий около сорока человек.В начале 90-х годов хор начал распадаться и было принято решение создать ансамбль.Изначально в ансамбль вошли только работники Дома Культуры,потом начала приходить молодежь.Руководителю ансамбля русской народной песни А.Филатову удалось собрать хорошие голоса с солистами -Л.Ивлева,а также работница детского сада Л.Водопьянова.Заразился песней А.Черняев-водитель АО "Малоимышское", с особым удовольствием исполняющий казачьи и русские народные песни.Бывший ученик А.Филатова,А.Толстихин окончив Абаканское Музыкальное Училище пришёл работать в ансамбль.Каждый в ансамбле может и спеть и сплясать.В 1995-м году было получено приглашение в г.Красноярск на фестиваль народной песни.Накануне которого и было принято решение назвать ансамбль -" Субботея".
Ансамбль русской народной песни "Субботея" неоднократно выступал в Красноярске,Ачинске,Железногорске и в других городах и районах Красноярского края.В Ужурском районе ни один праздник не обходится без участия "Субботеи".

## Спортивная жизнь села
В Малом Имыше ежегодно проводится Межрайонная Спартакиада памяти И.В.Глущенко.Воина -земляка погибшего при выполнении воинского долга в ходе контртеррористической операции в Чечне.В программу Спартакиады входят такие дисциплины как волейбол,шашки,дартс,гири,стрельба из пневматической винтовки и другие.

## Народный сход
9-го января 2012 года в селе был собран Народный Сход.Поводом которому послужил слух,что давшего признательные показания одноклассника найденной 4-го января убитой  русской девушки отпустили.Занесённое снегами сибирское село едва не стало новой Сагрой и Кондопогой.Собравшись на Народный Сход жители стали требовать выселения из села "понаехавших" не русских семей.Неизвестно чем бы все закончилось,если бы сами жители села не взяли ситуацию в свои руки ,в первую очередь учителя.Приехавшую на каникулы молодежь запирали по домам,запрещали встречаться друг с другом.В селе постоянно дежурили 3-4 полицейские машины,в'езды в село были перекрыты,полицией проводился досмотр каждого прибывшего автотранспорта.Ценой общих усилий межнациональный конфликт в многонациональном селе где проживают русские,татары,потомки переселенных с Поволжья немцев,хакасы,азербайджанцы удалось избежать.